# デカルブ郡 (ミズーリ州)
デカルブ郡（英: DeKalb County）は、アメリカ合衆国ミズーリ州の北部に位置する郡である。2010年国勢調査での人口は12,892人であり、2000年の11,597人から11.2％増加した。郡庁所在地はメイズビル市（人口1,114 人）であり、同郡で人口最大の都市はクリントン郡に跨るキャメロン市（人口9,933人）である。デカルブ郡は1845年2月25日に設立され、郡名はアメリカ独立戦争に参加したドイツ貴族ヨハン・デ・カルプ男爵に因み名付けられた。デ・カルプは1780年のキャムデンの戦いで戦死した。
デカルブ郡はセントジョセフ大都市圏に属している。

## 地理
アメリカ合衆国国勢調査局に拠れば、郡域全面積は425.77平方マイル (1,102.7 km2)であり、このうち陸地424.20平方マイル (1,098.7 km2)、水域は1.57平方マイル (4.1 km2)で水域率は0.37％である。

### 主要高規格道路
- 州間高速道路35号線
- アメリカ国道36号線
- アメリカ国道69号線
- アメリカ国道169号線
- ミズーリ州道6号線
- ミズーリ州道31号線
- ミズーリ州道33号線

### 隣接する郡
- ジェントリー郡 - 北
- デイビース郡 - 東
- コールドウェル郡 - 南東
- クリントン郡 - 南
- ブキャナン郡 - 南西
- アンドリュー郡 - 西

## 人口動態
以下は2000年の国勢調査による人口統計データである。
| 基礎データ - 人口: 11,597人 - 世帯数: 3,528 世帯 - 家族数: 2,473 家族 - 人口密度: 11人/km2（27人/mi2） - 住居数: 3,839軒 - 住居密度: 3軒/km2（9軒/mi2） 人種別人口構成 - 白人: 89.09% - アフリカン・アメリカン: 8.86% - ネイティブ・アメリカン: 0.66% - アジア人: 0.17% - 太平洋諸島系: 0.01% - その他の人種: 0.27% - 混血: 0.93% - ヒスパニック・ラテン系: 1.08% 年齢別人口構成 - 18歳未満: 20.7% - 18-24歳: 8.2% - 25-44歳: 36.3% - 45-64歳: 20.9% - 65歳以上: 13.9% - 年齢の中央値: 38歳 - 性比（女性100人あたり男性の人口） - 総人口: 152.3 - 18歳以上: 168.1 | 世帯と家族（対世帯数） - 18歳未満の子供がいる: 32.4% - 結婚・同居している夫婦: 59.6% - 未婚・離婚・死別女性が世帯主: 7.4% - 非家族世帯: 29.9% - 単身世帯: 26.9% - 65歳以上の老人1人暮らし: 14.7% - 平均構成人数 - 世帯: 2.50人 - 家族: 3.04人 収入と家計 - 収入の中央値 - 世帯: 31,654米ドル - 家族: 37,329米ドル - 性別 - 男性: 28,434米ドル - 女性: 20,207米ドル - 人口1人あたり収入: 12,687米ドル - 貧困線以下 - 対人口: 10.8% - 対家族数: 7.2% - 18歳未満: 10.8% - 65歳以上: 15.2% |

## 都市と町
| - アミティ - キャメロン - クラークスデール | - フェアポート - メイズビル - 郡庁所在地 - オズボーン | - ステュワーツビル - ユニオンスター - ウェザビー |

## 政治

### 地方
デカルブ郡の地方レベルでは共和党が大半の政治を支配しており、郡の選挙で選ばれる役職は3人を除いて独占している。

### 国政

#### 2008年大統領予備選挙
2008年の大統領予備選挙で、デカルブ郡は共和党のジョン・マケインと民主党のヒラリー・クリントンを選んだ。民主党の予備選挙ではヒラリー・クリントンが1位となり、さらに共和党予備選挙で各候補に投じられた票数よりも多かった。